# 福島県道321号大枝貝田線
福島県道321号大枝貝田線（ふくしまけんどう321ごう おおえだかいだせん）は、福島県伊達市から伊達郡国見町に至る一般県道である。

## 路線概要
- 起点：伊達市梁川町東大枝字町頭
- 終点：伊達郡国見町大字貝田字町裏 貝田町裏交差点
- 総延長：3.304km[1]
  - 実延長：総延長に同じ
- 路線認定年月日：1959年8月31日[2]

## 通過する自治体
- 伊達市 - 伊達郡国見町

## 接続・交差する道路
- 伊達市内
  - 福島県道320号五十沢国見線（梁川町東大枝字町頭 起点）
- 国見町内
  - 国道4号（貝田字町裏 終点）

## 沿線
- 一級水系阿武隈川水系牛沢川